# Tanaoa pustulosa
Tanaoa pustulosa är en kräftdjursart som först beskrevs av James Wood-Mason 1891.  Tanaoa pustulosa ingår i släktet Tanaoa och familjen Leucosiidae. Inga underarter finns listade i Catalogue of Life.